# Booker Little
Pour les articles homonymes, voir Little.
Booker Little est un trompettiste de jazz américain né le 2 avril 1938 à Memphis (Tennessee) et mort le 5 octobre 1961 à New York.

## Biographie

### Les années «Memphis»
Booker Little naît le 2 avril 1938 à Memphis dans le Tennessee. Son père est tromboniste, sa mère est pianiste dans une église et sa sœur, Vera, est une « diva » qui exerce dans le milieu de l'opéra.
À partir de cinq ans Booker s'initie, sans grand succès, au trombone. Son père, qui joue d'oreille, ne peut pas lui apprendre grand chose sur la théorie musicale. A douze ans, il essaie la clarinette. Au lycée, la « Manassas high school », un professeur l'invite à essayer la trompette. Dans cet établissement, Booker Little prend des cours avec Matthew Garrett (le père de la chanteuse Dee Dee Bridgewater). Il va souvent jouer et faire le bœuf à l'hôtel Mitchell où se produisent Phineas Newborn Jr et George Coleman. Il se produit aussi parfois avec l'orchestre de Dave Bartholomew. C'est aussi à cette époque qu'il rencontre le saxophoniste Charles Lloyd qui devient son meilleur ami.

### Chicago
En 1954 Booker va étudier au Conservatoire de Chicago. il y étudie la trompette, mais aussi la théorie musicale, la composition et l'orchestration. Au bout de quatre ans, il obtient son diplôme. Pendant ces années de formation, il se produit parfois avec, entre autres, Johnny Griffin et son « MJT + 3 ». Pendant neuf mois, il partage une chambre à la YMCA avec Sonny Rollins qui lui apprend beaucoup sur la musique. Il lui fait aussi comprendre qu'il faut se forger son propre style en tirant parti de ses propres qualités mais aussi de ses propres « défauts ».

### La rencontre avec Max Roach
En 1955, Sonny Rollins présente Booker au batteur Max Roach. Mais Roach n'embauche le trompettiste dans son quintet qu'en 1958 (c.a.d. après la mort de Clifford Brown et le passage éclair de Kenny Dorham). En juin 1958, ils enregistrent, pour le label « Emarcy » un premier album : « On the Chicago scene ». En juillet, ils se produisent au festival de Newport avec un groupe atypique, sans piano mais avec un tuba. En septembre, ils enregistrent, avec la même formation,  pour « Riverside » l'album « Deeds no words ».

### Les premiers albums comme leader
En octobre 1958, Booker Little enregistre pour le label « Blue Note » son premier album  comme leader : « Booker Little plus four ». Roach est à la batterie et le groupe est sensiblement le même que celui du batteur. Ce disque, qui contient des reprises de standards mais aussi trois compositions originales, confirme le talent de Booker Little comme trompettiste mais aussi comme compositeur.
En 1959, Booker Little enregistre un nouvel album avec le quintet de Max Roach, un disque avec l'octet du tromboniste Slide Hampton et un avec le chanteur Bill Henderson.
Entre décembre 1959 et février 1960, Booker Little enregistre, comme sideman du saxophoniste Frank Strozier, un disque admirable. Ils sont accompagnés par « the rhythm section » (c.a.d. la section rythmique de Miles Davis à l'époque : Wynton Kelly, Paul Chambers et Jimmy Cobb). En avril, Booker Little enregistre en quarter, pour le label « Time », son deuxième album comme leader : « Booker Little ». Le groupe se compose de Tommy Flanagan ou Wynton Kelly (selon les plages) au piano, Scott LaFaro à la contrebasse et Roy Haynes à la batterie.
En août, Booker enregistre pour le label « Warwick » deux albums. L'un est disque avec le sextet du vibraphoniste Teddy Charles (« Sounds of inner city »). L'autre, « The Soul of Jazz Percussion  », est un album, objectivement assez décevant, réunissant des plages joués par trois groupes différents (Little lui-même joue dans deux de ces groupes).

### La rencontre avec Eric Dolphy
1960 est aussi pour Booker Little l'année de sa rencontre avec Eric Dolphy. Avec ce dernier, Booker Little va rompre avec l'esthétique post-bebop et hard bop pour aller, sans jamais vraiment les dépasser aux frontières du free jazz. En effet, si la musique est audacieuse (métriques inhabituelles, grilles harmoniques complexes, etc.) et si le trompettiste utilise parfois les ressources de la polytonalité et n'hésite pas à jouer « out », Booker Little ne se livre jamais à l'atonalité totale et reste fidèle à un certain « matériel harmonique ». À l'instar d'Eric Dolphy, même si Booker Little est moins « novateur » que ce dernier, on peut considérer le trompettiste comme un « passeur » entre le jazz tonal et modal et le « free jazz ».
Booker Little explique très clairement dans une interview de 1961 (cf. bas de page du dernier lien) que pour lui aucune note n'est « fausse », si elle est jouée avec « émotion » . Il dit plus loin son goût pour la « dissonance », affirme être intéressé par la « liberté » mais vouloir rester attaché à la notion de « forme ».

### La période Candid
En septembre 1960, Booker Little participe à l'enregistrement pour le label « Candid  » du « disque manifeste » de Max Roach « We insist ! freedom now suite ». Ce disque, auquel participe Abbey Lincoln mais aussi le vétéran Coleman Hawkins est un hommage à l'histoire des « afro-américains  » mais aussi un plaidoyer pour  le mouvement des droits civiques aux États-Unis et contre l'apartheid en Afrique du Sud.
Le 21 décembre 1960, Eric Dolphy et Booker Little enregistrent comme coleaders, pour le label « Prestige / New Jazz », en quinte, un pur chef-d'œuvre : « Far cry ». La rythmique est composée de Jaki Byard, Ron Carter et Roy Haynes. Nous sommes là bien loin d'un hard bop convenu et même du post-bop déjà très novateur de Max Roach. Le discours, sans être purement « free », est ouvertement expérimental et libertaire.
En février 1961, Booker Little participe à l'enregistrement « du »  disque d'Abbey Lincoln pour « Candid  » : « Straight ahead ».
En mars, toujours pour « Candid », il enregistre un disque que l'on peut considérer comme son œuvre fondamentale en tant que leader : « Out front ». Cet album est un chef-d'œuvre incontournable à la musique à la fois audacieuse (les changements de métriques dans « Moods in free time », etc.) et très émouvante (le chant déchirant de la trompette sur « Man of words », etc.).

### Les derniers mois
En mai et juin, il participe aux sessions légendaires des albums « Africa brass  » de John Coltrane. Il n'est d'ailleurs sur ces disques, où Coltrane est accompagné par un big band dont les arrangements sont d'Eric Dolphy,  que « musicien de pupitre » de l'orchestre et ne prend aucun solo.
En juillet 1961, Booker Little fait chauffer le club « Five Spot » de New York avec Eric Dolphy, Mal Waldron, Richard Davis et Ed Blackwell. Deux albums « live » (publiés par le label « Prestige » sous différents titres) nous permettent d'entendre la musique foisonnante jouée durant ces soirées.
En août, il participe à l'enregistrement de « Percussion Bitter Sweet », un album de Max Roach pour le label « Impulse »
En août-septembre, il enregistre comme leader, pour le label « Bethlehem  », « Victory and sorrow ». Cet album - parfois réédité sous le titre « Booker Little and friends» - sortira à titre posthume. En effet, le 5 octobre, Booker Little meurt d'une crise d'urémie. Il n'avait que 23 ans.

## Discographie

### En tant que leader
- 1958:  Booker Little 4 and Max Roach (United Artists)
- 1960:  Booker Little (Time)
- 1961:  Out Front (Candid Records) avec Julian Priester, Eric Dolphy, Don Friedman, Ron Carter, Art Davis, Max Roach
- 1961: Booker Little and Friend (Bethlehem) Cet album a été réédité sous le nom Victory and Sorrow.

### En tant que sideman
Avec Max Roach
- Max Roach + 4 on the Chicago Scene (EmArcy, 1958)
- Max Roach + 4 at Newport (Emarcy, 1958)
- Deeds, Not Words (Riverside, 1958)
- Award-Winning Drummer (Time, 1958)
- The Many Sides of Max (Mercury, 1959)
- We Insist! (Candid, 1960)
- Percussion Bitter Sweet (Impulse!, 1961)

Avec Eric Dolphy
- Far Cry (Prestige, 1960)
- At the Five Spot (New Jazz / OJC, 1961)

Avec John Coltrane
- Africa/Brass (Impulse!, 1960)

Avec Slide Hampton
- Slide! (Strand, 1959)

Avec Bill Henderson
- Bill Henderson Sings (Vee Jay, 1959)

Avec Abbey Lincoln
- Straight Ahead (Candid, 1961)

Avec Frank Strozier
- Fantastic Frank Strozier (Vee-Jay Records, 1960)